# 陽村駅 (京畿道)
陽村駅（ヤンチョンえき）は、大韓民国京畿道金浦市陽村邑にある金浦都市鉄道の駅。同路線の起点である。
通勤ラッシュの深刻な混雑緩和のため、平日7時から9時まで全列車が隣の九来駅発着となるため、列車が運行されない時間帯は代行バスが運行される。

## 歴史
- 2019年 9月28日：開業[1]。

## 駅構造
金浦都市鉄道では唯一の地上駅で、相対式ホーム2面2線を有する。改札は上下線で別となっている。

### のりば
| 上り | ● | 降車専用     |
| 下り | ● | 金浦空港方面 |

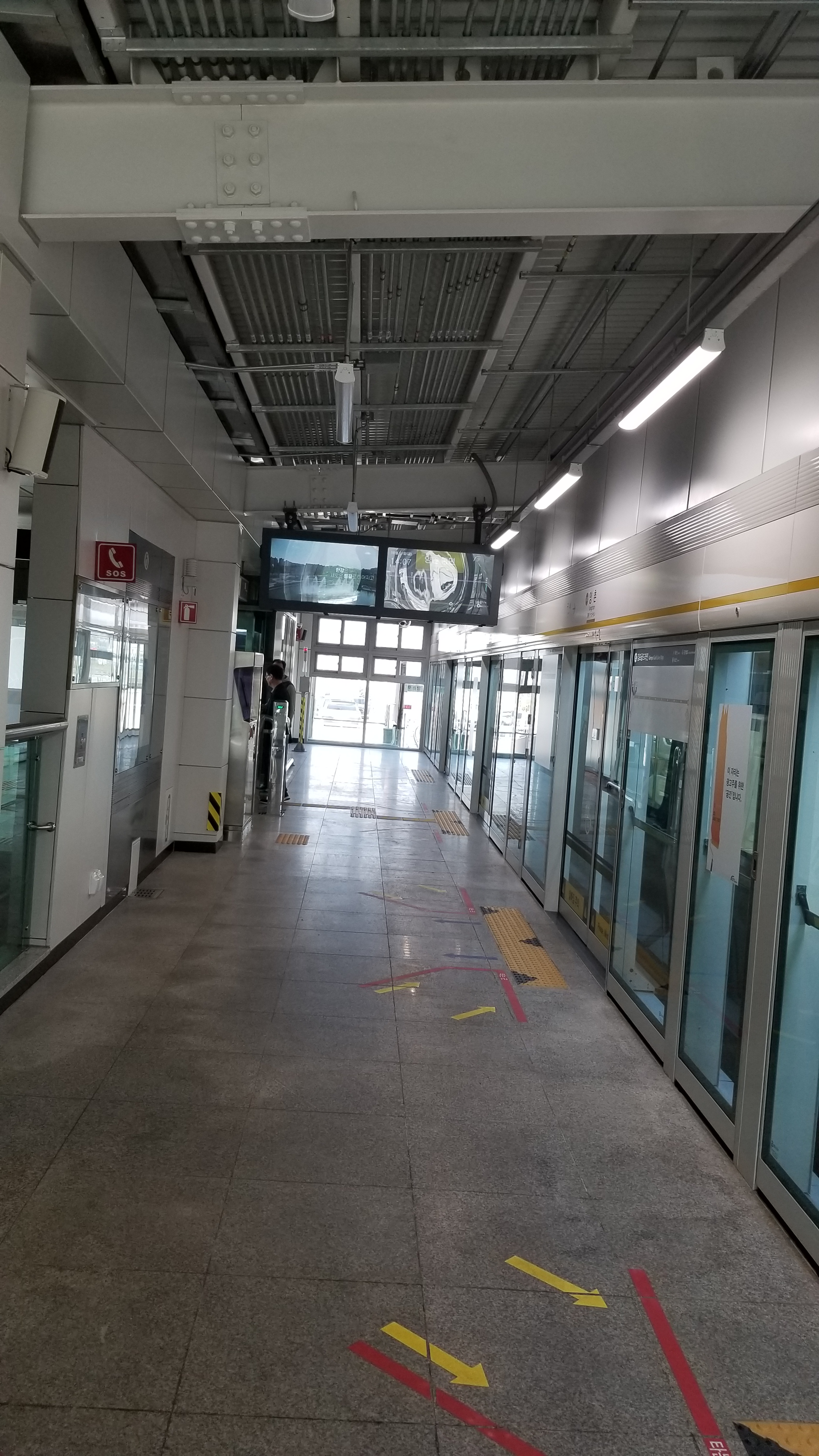
乗車ホーム
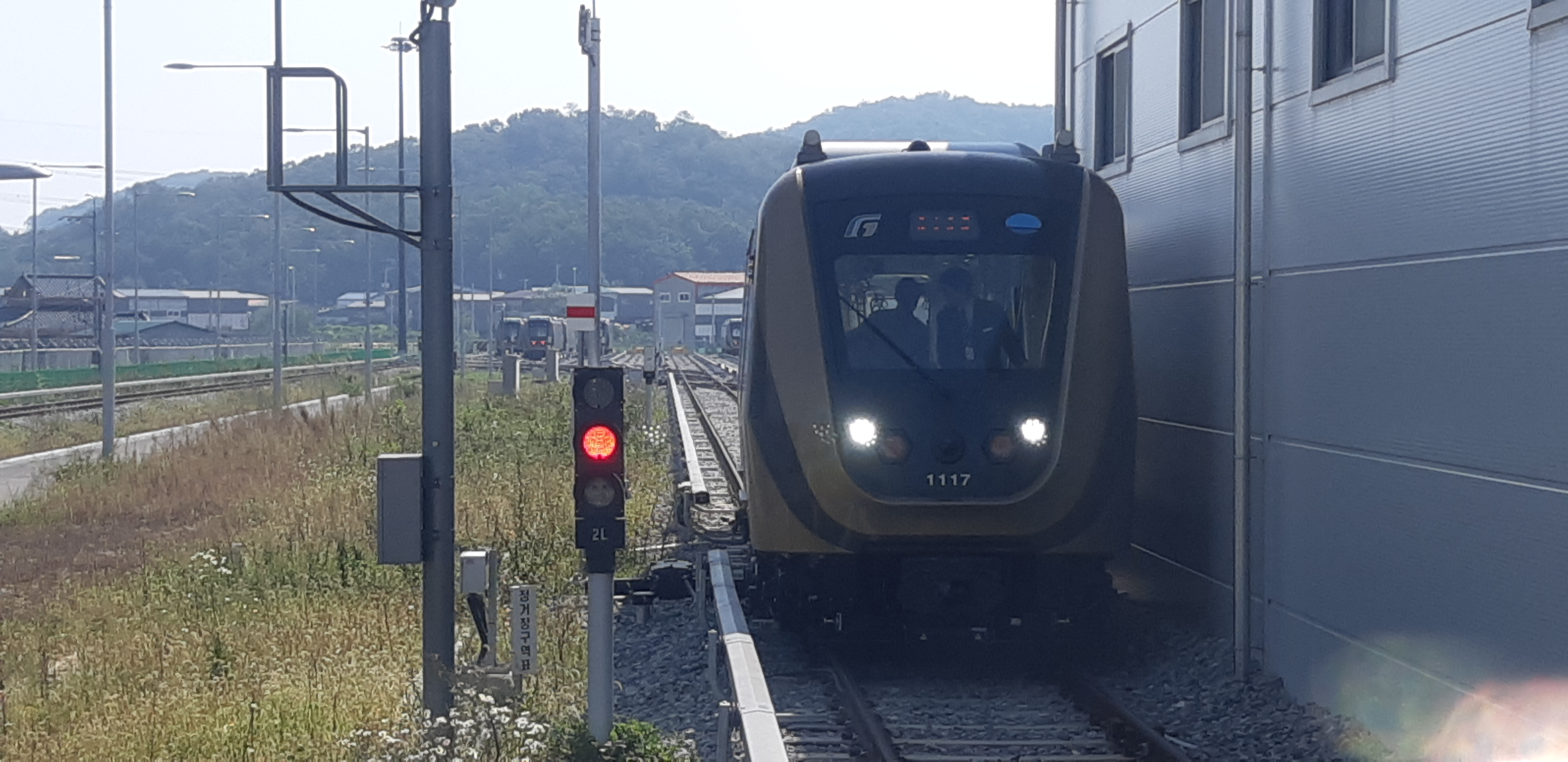
車庫から入線してくる車両

## 隣の駅
金浦ゴールドライン運営
金浦都市鉄道
陽村駅 (G100) - 九来駅 (G101)